# Catastrophe aérienne de Sarakawa
La catastrophe aérienne de Sarakawa est un accident aérien survenu le 24 janvier 1974 à proximité de la petite localité de Sara-kawa, située dans la préfecture de la Kozah au nord Togo. Pour des raisons demeurées inexpliquées, un Douglas C-47 Skytrain effectuant la liaison entre les villes de Lomé et de Pya,, transportant plusieurs personnalités politiques et militaires togolaises dont le président de la république Gnassingbé Eyadéma, s'écrase en pleine brousse. Si le président sort indemne de l'accident, il n'en est pas de même de trois de ses généraux, du pilote de l'appareil, Jean Cattin, et de son copilote Bertrand Delaire. 

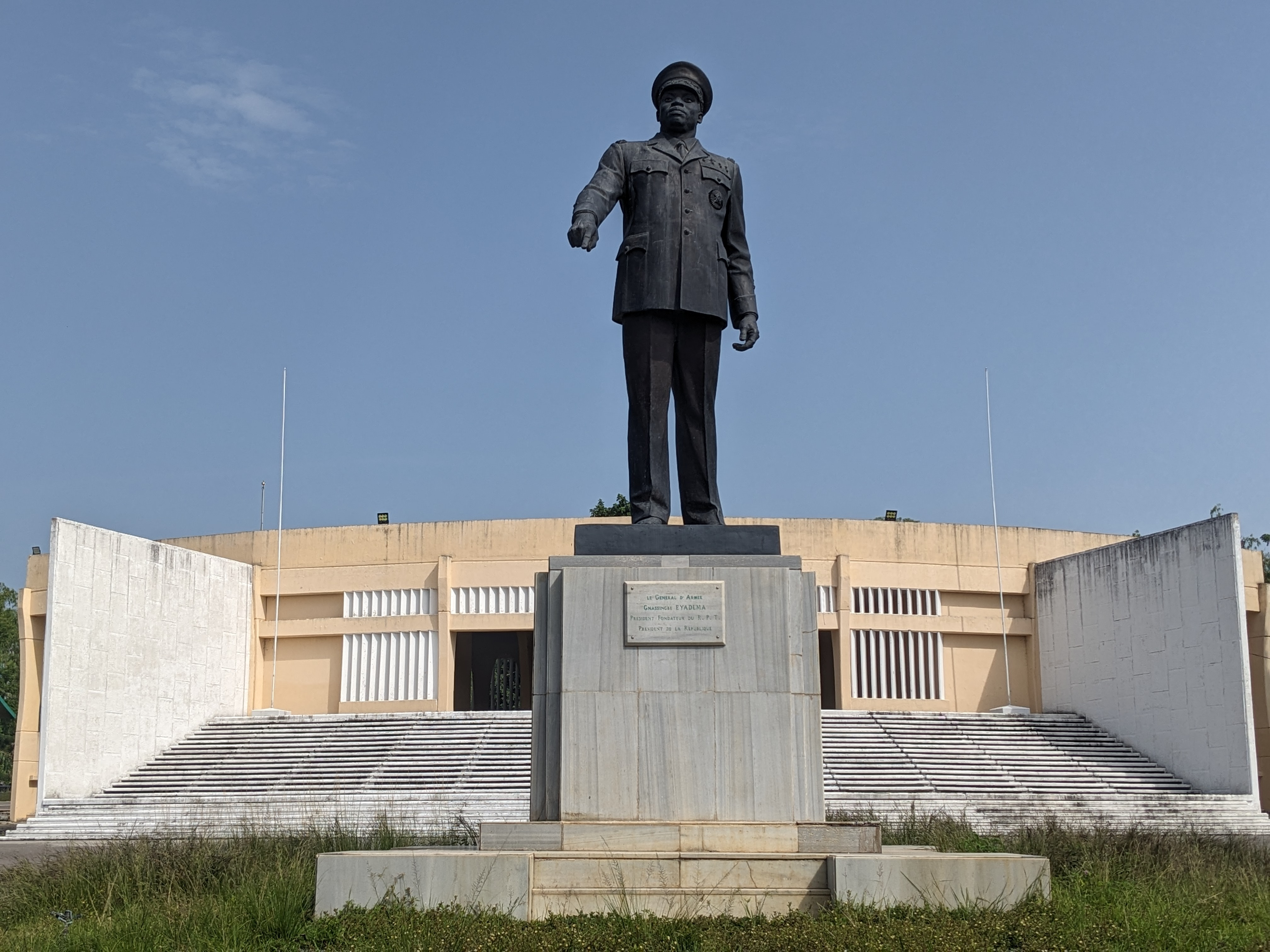
Le mémorial de la catastrophe aérienne de Sarakawa, dominé par la statue du général-président Gnassingbé Eyadéma.

Survenu lors d'une période de refroidissement dans les relations entre la France et le Togo pour des raisons commerciales (le Togo ayant décidé de créer quelques jours auparavant un Office Togolais des Phosphates, concurrençant ainsi directement la Compagnie Togolaise des Mines du Bénin - ou C.M.T.B. - à capitaux majoritairement français, dans l'exploitation du minerai), l'accident est vu par le président comme un sabotage organisé par les autorités françaises et la C.M.T.B. afin de tenter de l'assassiner. Si une version officieuse émanant de proches collaborateurs du pouvoir évoque une déficience mécanique pour expliquer l'accident, le président Eyadéma affirme haut et fort qu'il s'agit bien d'un sabotage, et prend en conséquence des mesures de rétorsion, à commencer par la nationalisation de la C.M.T.B. (2 février 1974). 

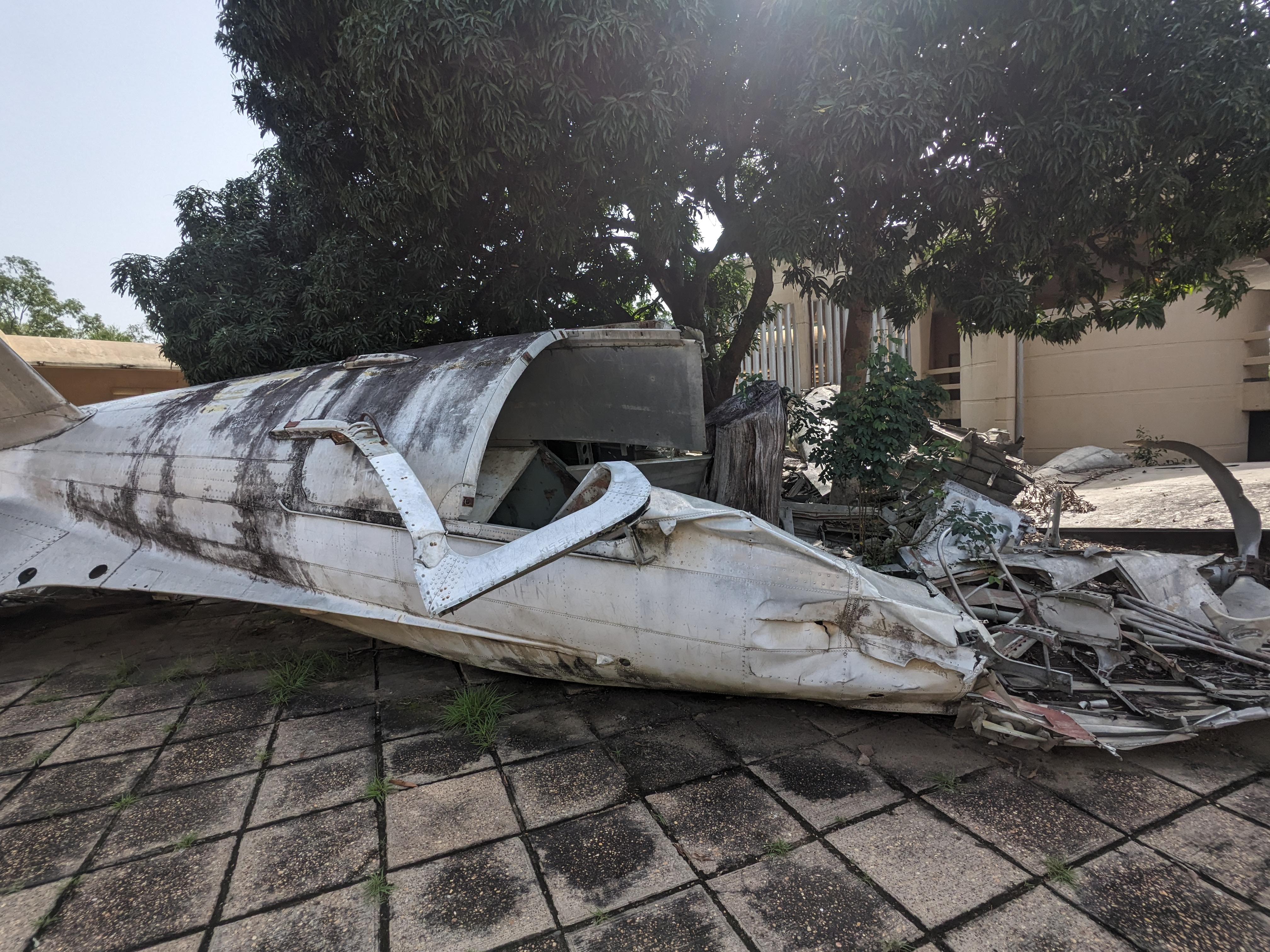
Epaves de l'avion crashé.

Le 24 janvier devient une date symbolique rebaptisée « jour de la libération économique » et le site de Sarakawa, un mémorial près duquel sont organisées des manifestations officielles en hommage au président « miraculé de Sarakawa » et aux victimes de ce que Gnassingbé Eyadéma qualifiera d'« accident odieux (…) passé dans l'histoire du Togo ». Le mémorial, établi au centre d'une petite place, se compose d'une statue du général-président debout, entouré de trois autels ornés des photographies des trois généraux morts dans l'accident.
Cette journée du 24 janvier a été considérée comme une date de célébration jusqu'à la mort du Président Eyadéma en 2005. Après son décès, son fils qui a pris le pouvoir, supprime cette date pour des raisons de réconciliations nationales selon certaines sources.
Un hommage solennel a été rendu aux victimes de ce drame le 24 janvier 2025.